# تراتون
تراتون (بالإنجليزية: Traton SE)‏ المعروفة باسم مجموعة تراتون (بالإنجليزية: Traton Group)‏، هي شركة تابعة لمجموعة فولكسفاغن وواحدة من أكبر مصنعي المركبات التجارية في العالم، مع علاماتها التجارية مان وسكانيا ونافيستار الدولية وفولكس فاجن للشاحنات والحافلات. تمتلك الشركة أيضًا خدمات رقمية تحمل علامة ريو (بالإنجليزية: RIO)‏. في عام 2020، باعت المجموعة حوالي 190,200 سيارة. تشمل مجموعة المنتجات الشاحنات الخفيفة والمتوسطة والثقيلة، وكذلك الشاحنات الصغيرة والحافلات. اعتبارًا من 31 ديسمبر 2020، وظفت تراتون حوالي 82,600 شخص في علاماتها التجارية الخاصة بالمركبات التجارية.